# 旧高原ビル

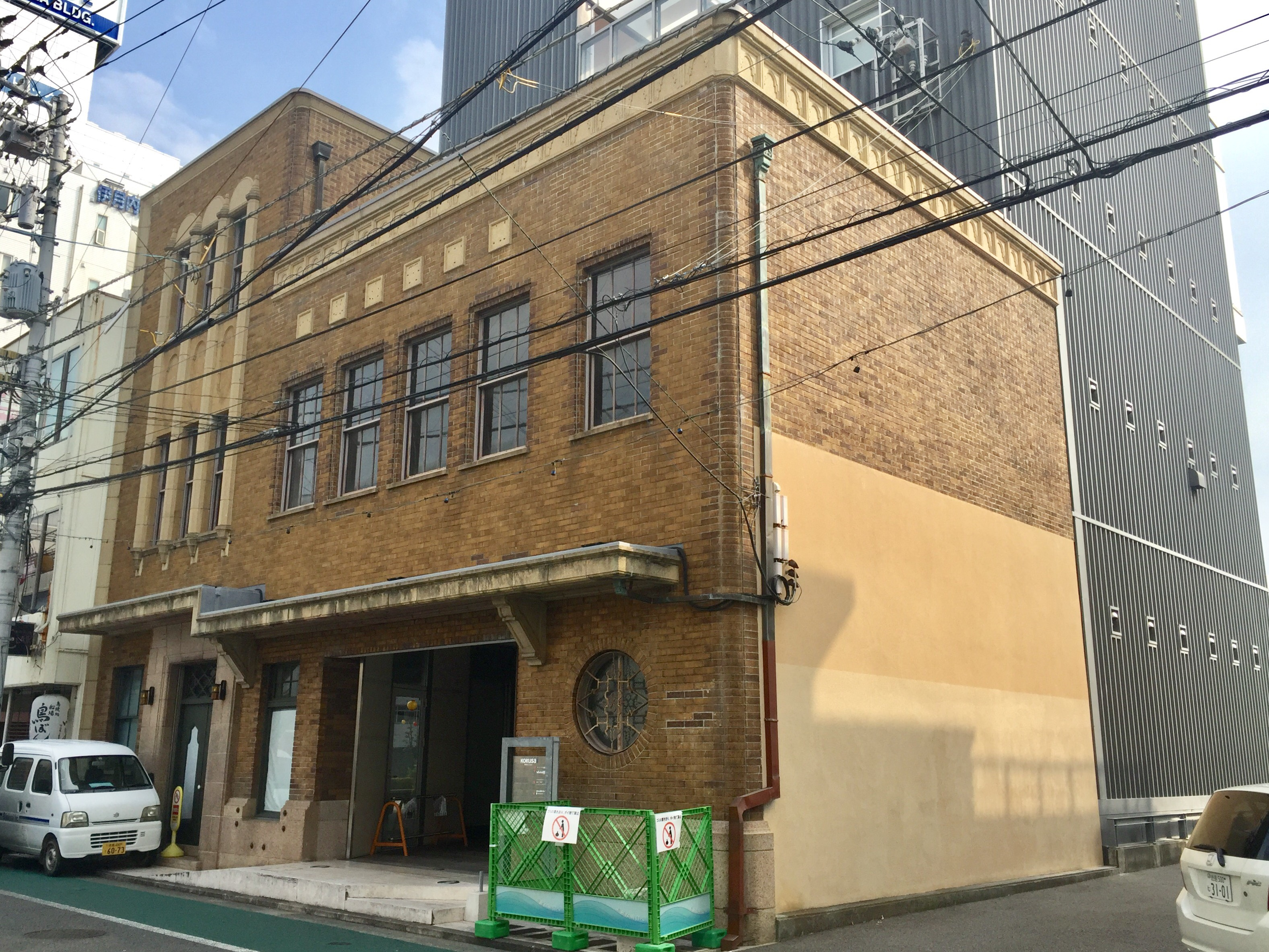
別の角度より撮影（2017年8月）

旧高原ビル（きゅうたかはらビル、英語：Former Takahara Building）は、徳島県徳島市東船場町一丁目に位置する歴史的な建造物（ビルディング）。1997年（平成9年）7月に国の登録有形文化財に登録された。また、2010年（平成22年）にはとくしま市民遺産にも選定されている。
1998年（平成10年）に増築された新館と合わせて、現在では「国際東船場113ビル」の一部となっている。

## 歴史
石油と食用油の卸売業を営んでいた旧高原商店（後の「高原石油株式会社」、2007年に廃業）が1932年（昭和7年）に建てた、鉄筋コンクリート3階建て、延べ194m2の旧高原ビルは、ドイツ製防火窓やロマネスク風の装飾などに特徴がある洋風建築で、完成当時は阿波農工銀行（旧農工銀行）の本店として利用されていた。
設計は当時の建築業界の先達であり、名古屋における近代建築の開祖とされる鈴木禎次（1870 - 1941年）が手がけ、1931年（昭和6年）に着工、翌年3月の竣工となった。当時の徳島市における鉄筋コンクリート造の建物といえば徳島県庁、徳島市役所、銀行、百貨店のみで、民間にあってはこの建物が初めてであったという。
1945年（昭和20年）7月4日未明に徳島市を襲った徳島大空襲により、同市のほとんどが焼け野原となった時、高原ビルとわずかな建物が奇跡的に残っていた。今も建築当時の装飾変わらぬ旧高原ビルは、窓ガラスに空襲時の大火による熱割れや縦横に走った亀裂が残るなど戦争の悲惨さと凄まじさを伝えている。
1997年（平成9年）に、「高原ビル」として国の登録有形文化財に登録された。また、1998年（平成10年）に新館が増築され「TiO-TAKAHARA」（旧館の「旧高原ビル」と新館を合わせた名称）となり、さらに2008年（平成20年）5月にはビルの所有者が前年に廃業した高原石油から株式会社国際（徳島市の総合建設業者）に変わり、ビル名も「国際東船場113ビル」と改称されたが、「戦禍の生き証人」である高原ビルを残していく考えから、旧高原ビル内の一室を個展・展示会などのギャラリー「新町川文化ギャラリー」として公開している。人々に活用されるテナントビルとして使用しながら保存していくということで、歴史研究家からも保存に期待が寄せられている。

## 交通
鉄道
JR「徳島駅」より徒歩約10分
自動車
徳島自動車道「徳島インターチェンジ」より約5km